# Puchar Świata w Zapasach 1987
Zawody Pucharu Świata w 1987 roku
- w stylu klasycznym mężczyzn rywalizowano pomiędzy 14 a 15 listopada w Albany w USA.
- w stylu wolnym mężczyzn w dniach 28–29 listopada w Ułan Bator w Mongolii.

## Styl klasyczny

### Ostateczna kolejność drużynowa
| Poz. | Państwo           |
| ---- | ----------------- |
|      | ZSRR              |
|      | Kuba              |
|      | Stany Zjednoczone |
| 4.   | Nordic            |
| 5.   | Japonia           |

### Klasyfikacja indywidualna
| Waga   |                         |                  |                       | 4                | 5             |
| ------ | ----------------------- | ---------------- | --------------------- | ---------------- | ------------- |
| 48 kg  | Məhyəddin Allahverdiyev | Wilber Sánchez   | Lewis Dorrance        | Masanori Ōhashi  | (brak danych) |
| 52 kg  | Anatolij Romaniuk       | Jon Rønningen    | Pedro Roque Favier    | Shōhei Nakamori  | (brak danych) |
| 57 kg  | Amadoris González       | Keijo Pehkonen   | Ken Kurotobi          | Eric Seward      | (brak danych) |
| 62 kg  | Wasilij Woznij          | Buddy Lee        | Lazaro Torres         | Jukka Loikas     | (brak danych) |
| 68 kg  | Nikolai Kovalenko       | Andy Seras       | Andrés Alexis Jiménez | Jaakko Talvitie  | (brak danych) |
| 74 kg  | Bisołt Diecyjew         | David Butler     | Pekka Rauhala         | Kunishige Yuasa  | (brak danych) |
| 82 kg  | Viktor Malov            | Jari Salomäki    | Alberto Blanco        | Tamotsu Yabiku   | (brak danych) |
| 90 kg  | Zauri Iwanoszwili       | Harri Koskela    | Reynaldo Peña         | Tōru Higashide   | (brak danych) |
| 100 kg | Guram Gedechauri        | Dennis Koslowski | Héctor Milián         | Klaus Mysen      | (brak danych) |
| 130 kg | Aleksandr Karielin      | Juan Poulot      | Jeff Blatnick         | Kenichi Mikosawa | (brak danych) |

## Styl wolny

### Ostateczna kolejność drużynowa
| Poz. | Państwo           |
| ---- | ----------------- |
|      | ZSRR              |
|      | Mongolia          |
|      | Stany Zjednoczone |
| 4.   | Kuba              |
| 5.   | Japonia           |
| 6.   | Australia         |